# 스위니 토드 (뮤지컬)

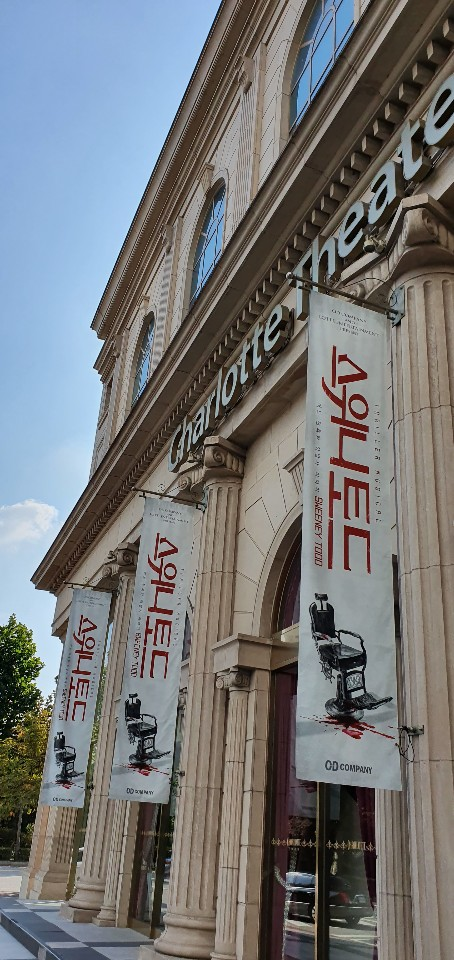
2019년 공연장

스위니 토드(영어: Sweeney Todd: The Demon Barber of Fleet Street)는 19세기 영국의 전설 스위니 토드를 소재로 한 뮤지컬이다. 휴 휠러 각본, 스티븐 손드하임 작사 작곡으로, 1979년 3월 1일 초연되었다. 19세기 영국을 시대적 배경으로, 한때 아내와 딸을 보살피는 가장이자 건실한 이발사였던 벤자민 바커가 15년의 억울한 옥살이를 마치고, 그를 불행으로 몰아넣은 터핀 판사와 세상을 향해 복수를 펼치는 내용을 다루고 있다. 한국에서는 2007년 류정한,양준모가 스위니 토드 역으로 출연한 초연 무대가 있었고, 2017년 재연에 이어 2019년 삼연 무대가 진행되었다.

## 줄거리
빅토리아 여왕 시대의 런던. 영국의 귀족 문화는 정점에 달하고, 상인들이 산업혁명을 통해 더욱 부유해졌으며, 권력층은 무소불위의 힘을 휘둘렀다. 젊고 재능 있는 이발사 벤자민 바커는 아내인 루시, 그리고 어린 딸 조안나와 행복하게 살고 있었지만 그의 아내를 탐한 터핀 판사에 의해 억울한 누명을 쓰고 멀리 추방을 당하게 된다. 15년 후, 벤자민바커는 스위니 토드로 이름을 바꾸고 젊은 선원인 안소니의 도움을 받아 런던으로 돌아와 복수를 계획한다.

## 등장인물
- 스위니 토드 (Sweeney Todd)
- 러빗 부인 (Nellie Lovett)
- 터핀 판사 (Judge Turpin)
- 안소니 (Anthony Hope)
- 토비아스 (Tobias Ragg)
- 조안나 (Johanna)
- 피렐리 (Adolfo Pirelli)
- 비들 (Beadle Bamford)

## 창작진
- 대본: 휴 휠러
- 작사/작곡: 스티븐 손드하임

## 캐스팅 정보
| 시즌        | 2019년               | 2016년        | 2007년        |
| ----------- | -------------------- | ------------- | ------------- |
| 스위니 토드 | 조승우 홍광호 박은태 | 조승우 양준모 | 류정한 양준모 |
| 러빗 부인   | 옥주현 김지현 린아   | 옥주현 전미도 | 박해미 홍지민 |
| 터핀 판사   | 김도형 서영주        | 서영주        | 김봉환        |
| 안소니      | 임준혁               | 윤소호        | 임태경        |
| 토비아스    | 신주협 신재범        | 문태유 김성철 | 홍광호 한지상 |
| 조안나      | 최서연 이지수        | 이지혜 이지수 |               |
| 피렐리      | 조성지               | 조성지        | 조성지        |
| 비들        | 조휘                 | 서승원        | 박완          |

## 한국 공연
- 2007년 9월 15일부터 10월 18일까지 LG아트센터에서 류정한, 양준모의 더블캐스팅으로 한국 초연무대가 진행되었다.[2]
- 2016년 6월 21일부터 10월 3일까지 샤롯데씨어터에서 조승우, 양준모 더블 캐스팅으로 한국 재연무대가 진행되었다.[3]
- 2019년 10월 2일부터 2020년 1월 27일까지 샤롯데씨어터에서 조승우,홍광호, 박은태의 트리플 캐스팅으로 세번째 시즌 공연이 진행되었다.  조승우, 옥주현, 서영주, 이지수,조성지가 재연에 이어 삼연까지 같은 배역을 맡았다. 피렐리 역의 조성지는 초연부터 계속 같은 역을 연기했다.[4] 2007년 한국 초연무대에서 토비아스 역을 맡았던 홍광호는 12년만에 주인공 스위니 토드를 연기한다.[5]